# María Teresa Hincapié
María Teresa Hincapié (Armenia, Colòmbia, 1956-Bogotà, Colòmbia, 18 de gener de 2008) va ser una de les figures més influents en el camp de l'art corporal i l'art d'acció llatinoamericà. La seva obra és una reflexió sobre la quotidianitat on subratllat sempre la condició femenina, la destinació de la condició domèstica, en què la precisió de moviments i la repetició són les estratègies mitjançant les quals transforma tasques rutinàries en actes simbòlics. Després de la seva defunció, el Frost Art Museum (Museu Patricia and Phillip Frost) va presentar una gran retrospectiva de la seva obra a Miami el 2010.
Inicialment es va formar en teatre com a membre del grup Acto Latino i influïda per les idees de Jerzy Grotowski i pel teatre antropològic d'Eugenio Barba, el qual se centra en el moviment del cos basant-se en principis de la dansa i del teatre de diferents cultures, sobretot orientals. Va viatjar a França, Indonèsia, l'Índia i el Japó per a estudiar el teatre experimental, el butoh i el nō a més del balls tradicionals de l'Índia. Les seves actuacions tenien un intens caràcter gestual i poètic i posaven de manifest problemàtiques de gènere, com l'opressió, la solitud i l'abandonament i el camí sense sortida de la maternitat i de les dones. Sovint actuava en espais museístics en les quals els actes quotidians elementals es revelaven com a metàfores per generar emoció i reflexió. També va dur a terme accions que portaven l'esforç físic a límits i posaven de manifest el dolor com a expressió íntima i universal com per exemple les seves maratonianes travesses de caràcter simbòlic, realitzades a Colòmbia, Mèxic i altres països, en què assenyalava fites culturals i circumstàncies polítiques a través d'extensos recorreguts geogràfics realitzats a peu.
El 1989 va obtenir la menció d'Honor en la II Biennal d'Art en el Museu d'Art Modern de Bogotà, el 2001, la seva obra va formar part de l'exposició Versiones del Sur: Cinco propuestas en torno al arte en América. No es sólo lo que ves: Pervirtiendo el minimalismo en el Museu Nacional Centre d'Art Reina Sofia a Madrid i el 2022 la seva obra va ser exposada al Museu d'Art Contemporani de Barcelona (MACBA) sota el títol María Teresa Hincapié. Si aquest fos un principi d'infinit.